# Geologia Georgiei
Geologia Georgiei este studiul rocilor, mineralelor, apei, formelor de relief și al istoriei geologice din Georgia. Țara este dominată de Munții Caucaz, la joncțiunea dintre Placa Eurasiatică și Placa Afro-Arabă, iar unitățile de rocă din Mezozoic și Neozoic sunt deosebit de răspândite. Pentru o mare parte a istoriei sale geologice, până la ridicarea Caucazului, Georgia a fost scufundată de evenimente de transgresiune marină. Cercetările geologice efectuate timp de 150 de ani de geologi georgieni și ruși au adus o lumină semnificativă asupra regiunii, iar din anii 1970 au fost completate de înțelegerea tectonicii plăcilor.

## Stratigrafie și tectonică
Blocul Georgian din Masivul Dzirula face parte din zona lanțului principal al Caucazului Mare și din sistemul de cute al Caucazului Mic. Versantul sudic al Caucazului Mare are expuse roci paleozoice în Zona Svaneti, inclusiv șisturi negre, silex fthanitic, gresii, turbidite, cantități mici de marmură și roci vulcanice andezitice sau dacitice. Aceste roci, care aparțin Seriei Dizi, au o grosime de până la doi kilometri și datează din Devonian, Carbonifer și Permian. Roci sedimentare slab metamorfozate paleozoice se găsesc și în Masivul Dzirula – și anume, filit alocton care intră în contact cu granitoide paleozoice și gabrou, amfibolit și serpentinit precambriene.
Conglomerate, gresii, calcare și argilite din Carboniferul superior și Permianul inferior sunt identificate prin fosile marine. Masivele Dzirula și Khrami conțin riolit și argilită purtătoare de cărbune.

## Mezozoic (acum 251-66 milioane de ani)
Sedimente triasice, cum ar fi gresia cuarțitică și siltitul, împreună cu dacitul și riolitul, fac parte din Seria Dizi, cu grosimi de 80 până la 500 de metri. Secvențele jurasice de șisturi negre, gresii, turbidite și riolit au o grosime de până la cinci kilometri. În Jurasicul târziu, calcarul și marna s-au format într-un mediu marin de mică adâncime, cu straturi alternante de roci vulcanice bazalt-andezit-dacit expuse pe marginea vestică a Masivului Khrami și în Zona Lock-Karabakh.
Cretacicul timpuriu este marcat de calcare clastice și siltit grauwacke fliș cu grosimi de 750 de metri până la 1,6 kilometri în zona de flysch Mestia-Tianeti. În cadrul Blocului Georgian, rocile cristaline ale Masivului Dzirula sunt acoperite de roci cretacice timpurii cu grosimi de 300 până la 550 de metri, în principal calcar, dar și gresie glauconitică, marnă și argilă. În alte părți ale Zonei Adjara-Trialeti, bazaltul calco-alcalin din Albian este comun. În cadrul Blocului Arthvin-Bolsini se găsește o secvență de 1,2 kilometri de carbonați, calcare de apă mică și marnă, precum și tuf.

## Neozoic (acum 66 milioane de ani - prezent)
În Neozoic, fliș de grauwacke și siltit, cu o grosime de 600 până la 850 de metri, s-a depus în timpul Paleocenului și Eocenului. În Blocul Georgian, calcarul și marna din această perioadă variază între 30 și 400 de metri grosime. Turbidite și bazalt toleiitic și șoșonitic s-au depus în timpul unui eveniment din Eocenul mediu, având o grosime de până la cinci kilometri. În Masivul Cristalin Locki, bazalt, andezit, dacit și riolit cu o grosime de până la 2,7 kilometri acoperă roci mai vechi din Cretacic și Jurasic.
Marna, argila și pietrișul sunt caracteristice Eocenului târziu în Zona Adjara-Trialeti, trecând spre roci vulcanice în vest. De-a lungul Oligocenului, straturi de argile gipsifere s-au amestecat cu gresii și au acumulat solzi de pește. Această secvență a continuat să se depună în Miocen și este expusă în Zona Gagra-Djava. Depozite marine de molasă cu argile, gresii, conglomerate, calcar și marnă s-au format în timpul Miocenului. Terasse fluviale, morene glaciare și roci vulcanice din ultimii 2,5 milioane de ani ai Cuaternarului sunt prezente, dar distribuite neregulat. Georgia a experimentat trei perioade de glaciațiune în timpul Pleistocenului.

## Tectonica

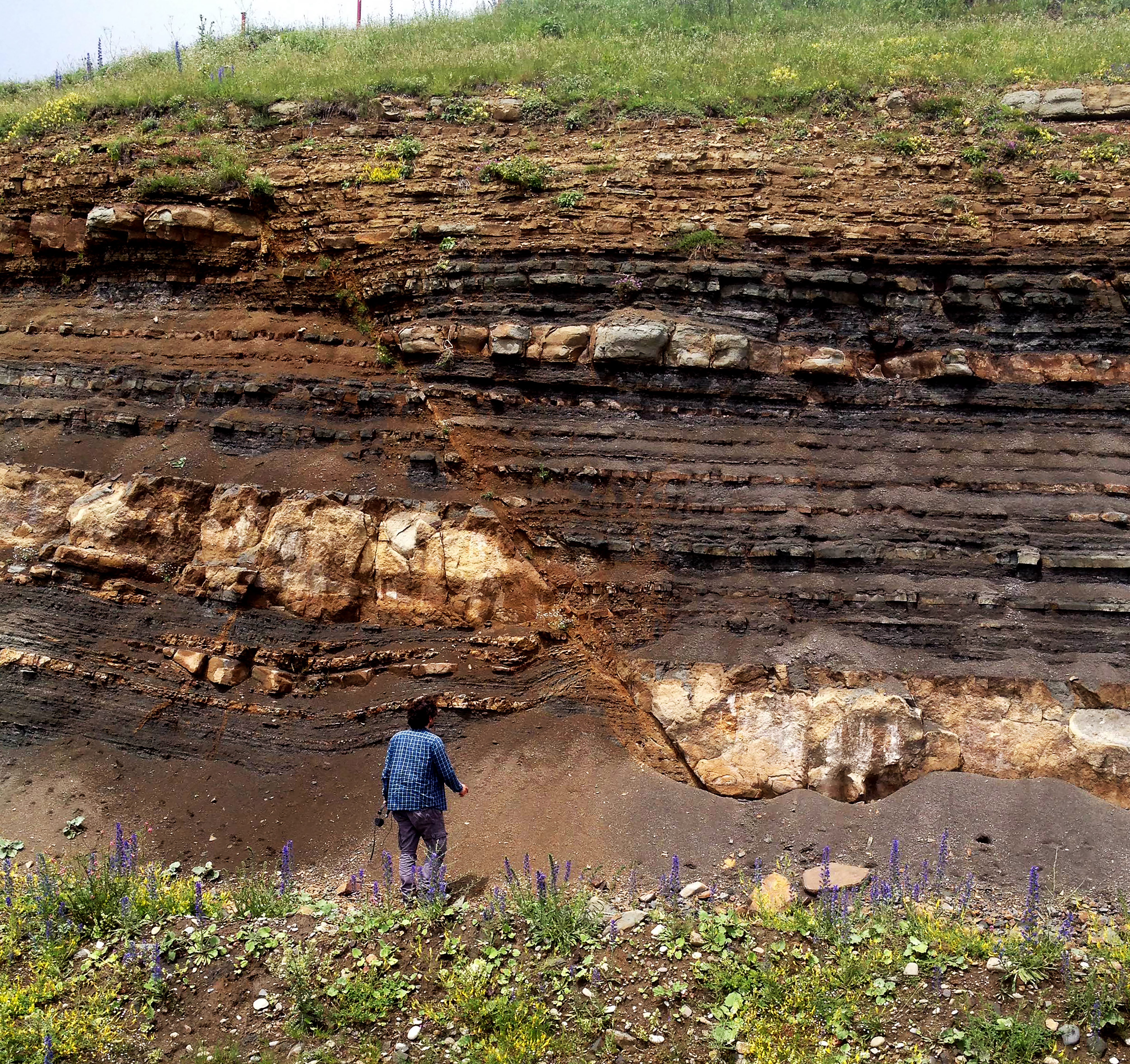
Straturi de rocă sedimentară tăiate de o falie normală (datorită extensiunii rocii de bază) lângă Tbilisi. Straturile din dreapta s-au deplasat în jos față de straturile din stânga.

Nord-estul Georgiei prezintă falduri izoclinale asimetrice pe versantul sudic și structuri slab faldurate sau monoclinale pe versantul nordic al Caucazului Mare. Structurile sunt orientate spre sud și sunt o dovadă a subducției Blocului Georgian sub Caucazul Mare. Limita nordică a Blocului Georgian este o falie profundă, care se manifestă în cuvertura sedimentară. Spre est, rocile sedimentare superioare sunt desprinse și deplasate spre sud.
Zona Adjara-Trialeti a Caucazului Mic este situată la sud de Blocul Georgian și este un anticlinoriu. Blocul Artvini-Bolnisi are două unități tectonice. Rocile vulcanice neozoice slab faldurate ale Zonei Javakheti conțin două falii seismice, asociate cu tuburi de lavă. Zona Bolnisi are horstul proeminent Khrami, cu cute abrupte la sud de cuvertura sedimentară. Vârful nord-estic al Zonei Locki-Karabakh este, de asemenea, situat în Georgia, cu roci cristaline de dinainte de Jurasic expuse în anticlinoriul Locki.

## Geologia resurselor naturale
Georgia are depozite de minereu de fier și mangan, precum și depozite rare, mici, de cupru, plumb, zinc, staniu, cobalt, astat și molibden. Depozite de petrol, cărbune și turbă se găsesc în unele părți ale țării. Baritina, calcitul, bentonita, diatomitul, talcul, zeolitul, andezitul, calcarul, dolomita sunt toate utilizate în industria chimică, iar unele roci, cum ar fi calcedonia, spongolitul și agatul, sunt folosite ca pietre de construcție și pentru vopsea.

## Institutul de Geologie Alexandre Janelidze
În 1925, în orașul Tbilisi a fost înființat un Institut de Cercetări Geologice, unde au lucrat mulți geologi renumiți, printre care Alexander Janelidze, Alexander Tvalchrelidze, Kalistrate Gabunia, Ivane Kacharava, Ivane Kakhadze, Savle Chikhelidze, Petre Gamkrelidze, Giorgi Dzotsenidze, Archil Tsagareli, Giorgi Tvalchrelidze, Nikoloz Skhirtladze, Erekle Gamkrelidze și alții.